# Гённебек
Гённебек (нем. Gönnebek) — община в Германии, в земле Шлезвиг-Гольштейн. 
Входит в состав района Зегеберг. Подчиняется управлению Борнхёфед.  Население составляет 476 человек (на 31 декабря 2010 года). Занимает площадь 14,87 км².